# Dunkerque Grand Littoral Cofidis
Dunkerque Grand Littoral Cofidis est un club de cyclisme basé à Dunkerque, dans le département du Nord en France. Présidé par Laurent Thirionet, il dispose d'une équipe évoluant en nationale 1 de la Fédération française de cyclisme en cyclisme sur route, et dirigée par Charlie Leconte.

## Histoire de l'équipe
En 2010, Nico Mattan est recruté en tant que directeur sportif de l'équipe, qui évolue alors en Division nationale 2 (DN2) sous le nom Dunkerque Littoral Cyclisme. Après être intervenu ponctuellement en 2009, il est engagé par le président du club Laurent Thirionet, qui l'a connu dans l'équipe professionnelle Cofidis,.
L'équipe descend en Division nationale 3 (DN3) en 2011, puis en division régionale en 2012.
En 2014, le club modifie son encadrement et Thomas Bodo est recruté au poste de directeur sportif avec l'objectif de revenir en DN3 en 2015,.
En 2015, Dunkerque Littoral Cyclisme recrée une équipe de Division nationale 3. Charlie Leconte, entraîneur expérimenté passé notamment par le VC Roubaix et le CC Nogent, est recruté au poste de manager à cette occasion. Ayant l'ojectif de former de jeunes coureurs, le club obtient pour trois ans le soutien de l'équipe Cofidis à partir de cette saison. Le coureur Pierre Drancourt, ancien professionnel, renforce l'effectif avec pour mission d'encadrer les plus jeunes,.
Cette saison, l'équipe obtient quinze victoire, ainsi que le titre de champion Nord-Pas-de-Calais grâce à Kilian Evenot, qui termine quatrième du championnat interrégional Picardie-Nord-Pas-de-Calais,. Alexys Brunel est deuxième des championnats de France sur route et contre-la-montre dans la catégorie juniors, et est lauréat du Vélo d'or junior.
En 2016, l'équipe termine troisième de la coupe de France de DN3. Régulièrement sélectionné en équipe de France juniors, Alexys Brunel remporte notamment avec celle-ci le championnat d'Europe du contre-la-montre et Gand-Wevelgem juniors. Il quitte Dunkerque en fin d'année pour le CC Étupes. À l'issue de cette saison, Kilian Evenot et Samuel Leroux quittent également l'équipe.

## Dunkerque Littoral Cyclisme en 2017
| Cycliste          | Date de naissance | Nationalité | Équipe 2016                           |  |
| ----------------- | ----------------- | ----------- | ------------------------------------- |  |
| Quentin Bernard   | 11 juin 1993      | France      | EC Raismes Petite-Forêt               |  |
| Marvyn Delvart    | 16 octobre 1997   | France      | Dunkerque Littoral Cyclisme           |  |
| Cyril Dendievel   | 9 mars 1997       | France      | Dunkerque Littoral Cyclisme           |  |
| Florian Deriaux   | 5 juin 1990       | France      | EC Raismes Petite-Forêt               |  |
| Romain Devos      | 14 juin 1986      | France      | Dunkerque Littoral Cyclisme           |  |
| Tom Garcia        | 18 mai 1995       | France      | CM Aubervilliers 93                   |  |
| Raphaël Garez     | 28 janvier 1997   | France      | Dunkerque Littoral Cyclisme           |  |
| Pierre Hubau      | 20 mai 1997       | France      | Dunkerque Littoral Cyclisme           |  |
| Antoine Leleu     | 20 octobre 1993   | Belgique    | Veranclassic-Ago                      |  |
| Franck Lerat      | 29 septembre 1998 | France      | CC Cambrésien junior                  |  |
| Nicolas Moncomble | 19 octobre 1982   | France      | Roubaix Métropole européenne de Lille |  |

### Victoires
Aucune victoire UCI.

## Anciens coureurs
| - Pierre Drancourt - Killian Évenot - Axel Flet - Samuel Leroux |